# Hans Bänninger
Hans Bänninger, född 17 mars 1924 i Zürich, död 22 augusti 2007 i Zürich, var en schweizisk ishockeyspelare.
Bänninger blev olympisk bronsmedaljör i ishockey vid vinterspelen 1948 i Sankt Moritz.